# Regionalväg 955

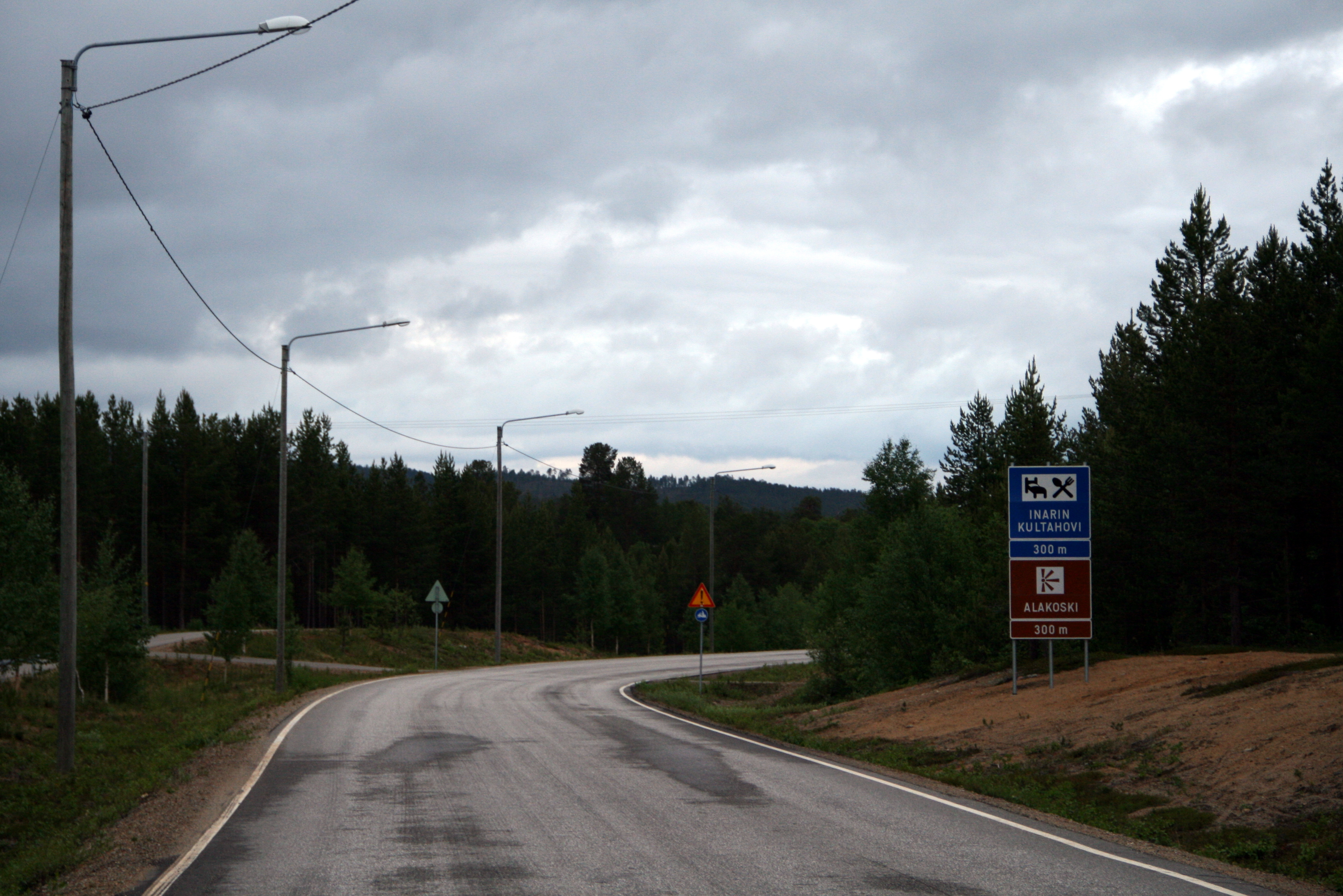
Regionalväg 955 i Enare.

Regionalväg 955 är en 165 km lång väg i Lappland i Finland. Vägen går från korsningen med E75/Rv 4 i Enare fram till Stamväg 79 i Sirkka. 
Vägen går genom mycket glest befolkade trakter. Det finns ingen tätort med mer än 200 invånare längs vägen utöver ändpunkterna.
Vägen har betydelse för långväga trafik, eftersom den är en del av den kortaste och snabbaste vägen mellan Kirkenes eller Vadsø i Finnmark fylke i Norge, och städer som Oslo, Luleå eller Stockholm. Det blir 70 kilometer kortare här än via den bredare vägen E75. Väg 955 är till större delen asfalterad men har cirka 40 km grusväg, varför många föredrar E75. Under 2021 kommer sträckan Köngäs-Hanhimaa på 13 km att breddas och asfalteras.